# 차용학
차용학(1982년 11월 15일 ~ )은 대한민국의 배우이다.

## 출연 작품

### 드라마
- 《아라문의 검》 (tvN, 2023년) - 길선 역
- 《이로운 사기》 (tvN, 2023년) - 조재훈 역
- 《환혼 빛과 그림자》 (tvN, 2022년~2023년) - 염수 역
- 《작은 아씨들》 (tvN, 2022년) - 김철성 역
- 《마녀의 법정》 (KBS2, 2017년) - 김형수 역
- 《최강 배달꾼》 (KBS2, 2017년) - 차검사 역
- 《육룡이 나르샤》 (SBS, 2015년) - 이숙번 역
- 《송곳》 (JTBC, 2015년) - 문규 역
- 《반짝반짝 빛나는》 (MBC, 2011년) - 광수 동생 역
- 《하얀 거짓말》 (MBC, 2008년)
- 《그 여자가 무서워》 (SBS, 2007년)
- 《오렌지》 (SBS, 2002년)
- 《이 부부가 사는 법》 (SBS, 2001년) - 민호 역
- 《오픈드라마 남과 여》 (SBS, 2001년) - 매니저 역
- 《골뱅이》 (SBS, 2001년) - 직원 역

### 영화
- 《치즈인더트랩》 (2018년) - 택배기사 역
- 《신세계》 (2012년) - 수하 3 역

### 연극
- 《우리 노래방가서 얘기 좀 할까》 (2020) - 민재 역
- 《생쥐와 인간》 (2019년) - 컬리/슬림 역
- 《음악극 <섬:1933~2019>》 (2019년) - 목소리들 역
- 《뜨거운 여름》 (2018년) - 성인 재희 역
- 《신인류의 백분토론》 (2018년) - 전진기 역
- 《디너 포 유》 (2017년) - 예수 역
- 《신인류의 백분토론》 (2017년) - 전진기 역
- 《나와 할아버지》 (2016년) - 작가 역
- 《연극 Q》 (2016년) - 교도소장 역
- 《바람직한 청소년》 (2015년) - 종철/체육교사역
- 《유도소년》 (2015년) - 민욱 역
- 《나와 할아버지》 (2015년) - 작가 역
- 《뜨거운 여름》 (2014년) - 성인재희 아빠 외 다역 역
- 《우리 노래방가서 얘기 좀 할까》 (2014년) -소녀2 역
- 《유도소년》 (2014년) - 민욱 역
- 《올모스트 메인》 (2013년)
- 《극적인 하룻밤》 (2011년) - 정훈 역
- 《너와 함께라면》 (2011년) - 남자친구의 아들 역
- 《미라클》 (2010년) - 의사 역
- 《에쿠우스》 (2009년) - 에쿠우스(말) 역
- 《해피투게더》 (2009년) - 칼이 역

### 뮤지컬
- 《여신님이 보고계셔》 (2019년) - 이창섭 역
- 《바람직한 청소년》 (2015년) - 체육선생님 종철 역
- 《거울공주 평강이야기》 (2012년) - 야생소년 역[3]

### 뮤직비디오
- 테이 - Love is feeling
- H7 - Love all
- 가비엔제이 - 절애